# Cleo Laine

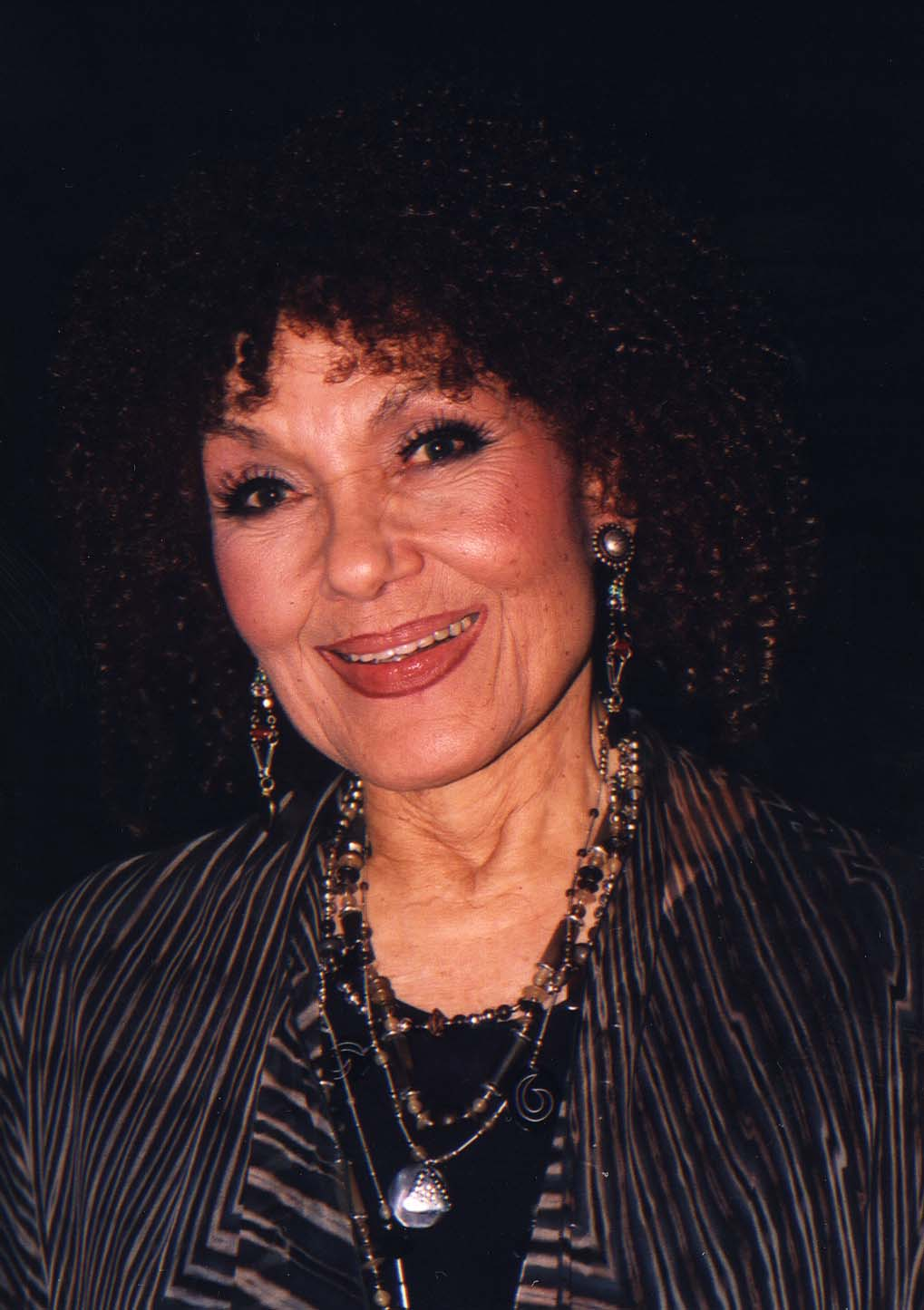
Cleo Laine in 1997 (foto van John Mathew Smith)

Dame Cleo Laine (geboren als: Clementine Dinah Bullock) (Southall (Londen), 28 oktober 1927 – Wavendon, 24 juli 2025) was een Brits jazzzangeres en actrice.

## Biografie
Laine werd geboren als tweede van de drie kinderen van Sylvan Alexander Campbell en Minnie Blanche Bullock (née Hitchings). Haar Jamaicaanse vader en Engelse moeder waren destijds niet getrouwd en daarom werd ze geregistreerd onder de naam Clementine Dinah Bullock. Ze groeide op als Clementine Campbell. Pas in 1953, toen ze 26 was en een paspoort aanvroeg voor een aanstaande reis door Duitsland, ontdekte Laine haar echte geboortenaam.
Haar moeder stuurde haar al op jonge leeftijd naar zang- en danslessen. Ze werkte onder andere als kapster en bibliothecaresse, trouwde en kreeg een zoon. Het huwelijk hield geen stand. Ze pakte het zingen pas weer serieus op rond haar 25ste. Ze deed een succesvolle auditie bij John Dankworth, werd aangenomen en ging bij de Dankworthband optreden.
In 1997 werd ze door Koningin Elisabeth verheven tot 'Dame Commander'.
Laine was van 1958 tot zijn overlijden in 2010 getrouwd met jazzcomponist, saxofonist, klarinettist en bigbandleider John Dankworth. Ze kregen twee kinderen Alec Dankworth (1960) en Jacqui Dankworth (1963), die beiden ook in de muziek werkzaam zijn. Alec speelt contrabas en Jacqui is zangeres geworden in het jazzgenre.
Laine overleed op 24 juli 2025 op 97-jarige leeftijd.

## Discografie
1. 1950-52 - Get Happy - Esquire ESQ317; opnieuw uitgebracht in 1985-1986 (3 nummers)
2. 1955 - Cleo Sings British (10") - Esquire
3. 1957 - Meet Cleo Laine
4. 1957 - In Retrospect - MGM
5. 1957 - She's the Tops - MGM 2354026
6. 1958 - Cleo's Choice - Marble Arch 1185
7. 1959 - Valmouth (originele bezetting) - Pye
8. 1961 - Jazz Date (met Tubby Hayes) - Wing
9. 1961 - Spotlight on Cleo
10. 1962 - All About Me - Fontana
11. 196? - Cleo Laine Jazz Master Series - DRG Records MRS 502
12. 1963 - Cindy-Ella (originele bezetting van de kerstuitgave van 1962) - Decca
13. 1963 - Beyond the Blues (American Negro Poetry) - Argo
14. 1964 - Shakespeare and All that Jazz - Fontana
15. 1964 - This is Cleo Laine - Shakespeare and All That Jazz - Philips
16. 1966 - Woman Talk - Fontana
17. 1967 - Facade (met Annie Ross) - Britse heruitgave: Philips - Fontana
18. 1968 - If We Lived on Top of a Mountain - Fontana
19. 1968 - Soliloquy - Fontana
20. 1969 - The Idol (soundtrack van Dankworth, met 2 nummers gezongen door Cleo) - Fontana
21. 1969 - The Unbelieveable Miss Cleo Laine - Fontana
22. 1971 - Portrait - Philips
23. 1972 - An Evening with Cleo Laine and the John Dankworth Quartet - Philips, Sepia
24. 1972 - Feel the Warm - Philips
25. 1972 - Showboat (enkele lp) - EMI-Columbia
26. 1972 - Showboat (dubbel-lp) - EMI/Stanyan
27. 1972 - This is Cleo Laine - EMI
28. 1973 - I Am A Song - RCA
29. 1973 - Day by Day - Stanyan
30. 1974 - Live at Carnegie Hall - RCA
31. 1974 - Close-Up - RCA
32. 1974 - Pierrot Lunaire (Schoenberg) Ives Songs - RCA
33. 1974 - A Beautiful Thing (met James Galway) - RCA
34. 1974 - Easy Living (bloemlezing van de Fontana-nummers) - RCA
35. 1974 - Spotlight on Cleo Laine (dubbel-lp) - Philips
36. 1974 - Cleo's Choice - Pye
37. 1975 - Cleo's Choice (verkorte uitgave: Quintessence Jazz) - Quintessence
38. 1975 - The Unbelievable Miss Cleo Laine - Contour 6870675
39. 1975 - Born on a Friday - RCA
40. 1976 - Close-Up (heruitgave?) - Victor
41. 1976 - Live at the Wavendon Festival - BBC (Black Lion)
42. 1976 - Porgy & Bess (met Ray Charles) - London
43. 1976 - Return to Carnegie - RCA
44. 1976 - Best Friends (met John Williams) - RCA
45. 1976 - Leonard Feather's Encyclopedia of Jazz in the '70's - RCA
46. 1977 - 20 Famous Show Hits - Arcade
47. 1977 - The Sly Cormorant (gelezen door Cleo en Brian Patten) - Argo (Decca)
48. 19?? - Romantic Cleo - RCA 42750
49. 1978 - Showbiz Personalities of 1977 - 9279304
50. 1978 - The Early Years - Pye GH653
51. 1978 - Gonna Get Through - RCA
52. 1978 - A Lover & His Lass - Esquire Treasure
53. 1978 - Wordsongs (dubbel-lp) - RCA
54. 1979 - One More Day - DRG
55. 1979 - The Cleo Laine Collection (dubbel-lp) - RCA
56. 1980 - Cleo's Choice (heruitgave?) - Pickwick
57. 1980 - Collette (originele bezetting) - Sepia
58. 1980 -Sometimes When We Touch (met James Galway) - RCA
59. 1980 - The Incomparable - Black Lion BLM51006
60. 1981 - One More Day - Sepia
61. 1982 - Smilin' Through (met Dudley Moore) - CBS
62. 1983 - Platinum Collection (dubbel-lp) - Magenta
63. 1983 - Off the Record - WEA Sierra GFE DD1003
64. 1984 - Let the Music Take You (met John Williams) - CBS
65. 1985 - Cleo at Carnegie - the 10th Anniversary Concert - RCA
66. 1985 - That Old Feeling - CBS
67. 1985 - Johnny Dankworth and his Orchestra: The John Dankworth 7 - met Cleo Laine - EMI
68. 1986 - Wordsongs - Westminster
69. 1986 - The Mystery of Edwin Drood - Philips
70. 1986 - Unforgettable - 16 Golden Classics - Castle
71. 1986 - Cleo Laine - The Essential Collection - Sierra
72. 1987 - Unforgettable - PRT
73. 1987 - Classic Gershwin (1 nummer op deze CD — Embraceable You) - CBS
74. 1988 - Cleo Laine Sings Sondheim - RCA
75. 1988 - Showboat (heruitgave van dit album met de bezetting van 1972) - EMI/Stanyan
76. 1988 - Cleo Laine & John Dankworth - Shakespeare and All That Jazz - Affinity
77. 1989 - Woman to Woman - RCA
78. 1989 - Jazz - RCA
79. 1989 - Portrait of a Song Stylist - Harmony
80. 1991 - Young At Heart - Castle ATJCD 5959
81. 1991 - Spotlight on Cleo Laine - Phonogram 848129.2
82. 1991 - Pachebel's Greatest Hits (1 nummer) - RCA
83. 1992 - Nothing Without You (met Mel Torme) - Concord
84. 1993 - On the Town (1 nummer)
85. 1994 - I Am a Song - RCA
86. 1994 - Blue and Sentimental - RCA
87. 1995 - Solitude - RCA
88. 1997 - The Very Best of Cleo Laine - RCA
89. 1997 - Mad About the Boy - Abracadabra
90. 1998 - Ridin' High (Early Sessions) - Koch
91. 1998 - Trav'lin' Light: The Johnny Mercer Songbook (1 nummer) - Verve
92. 1998 - Let's Be Frank (1 nummer) - MCA
93. 1998 - The Collection - Spectrum Music
94. 1999 - Sondheim Tonight - Live From the Barbican (1 nummer) - Jay
95. 1999 - The Best of Cleo Laine - Redial
96. 1999 - The Silver Anniversary Concert (Carnegie Hall, Limited Edition) - Sepia
97. 1999 - Christmas at the Stables
98. 2001 - Quintessential Cleo - Gold Label
99. 2001 - Live in Manhattan - Gold Label
100. 2002 - Quality Time - Universal/Absolute
101. 2003 - Loesser Genius - Qnote